# Syndrome de l'intestin irritable
 Mise en garde médicale
Le syndrome de l'intestin irritable (appelé également troubles fonctionnels intestinaux, ou colopathie fonctionnelle, ou encore syndrome du côlon irritable) est une maladie chronique à symptomatologie digestive en rapport avec des modifications de la motricité et de la sensibilité de l'intestin.
C'est une maladie fréquente qui touche environ 5 % de la population française. Elle est sans gravité, mais en raison de sa chronicité et des douleurs qui se répètent, elle altère la qualité de vie des personnes qui en souffrent.
Le diagnostic nécessite d'éliminer les pathologies à expression similaire les plus communes. Sans gravité, cette maladie fréquente retentit sur la qualité de vie. Le traitement est symptomatique vis-à-vis des troubles digestifs, associé à une prise en charge psychologique.
Le syndrome du côlon irritable touche certains humains mais peut aussi toucher certains singes.
Il est classé dans les troubles gastro-intestinaux fonctionnels.

## Diagnostic
Des critères diagnostiques ont été développés et mis à jour en 2016 (critères dits de ROME IV) :
- douleur abdominale récurrente survenant en moyenne au moins un jour par semaine dans les trois derniers mois avec au moins deux des critères suivants :
  - associée à la défécation,
  - associée à une modification de la fréquence des selles,
  - associée à une modification de la consistance (aspect) des selles ;
- trois formes de la maladie peuvent être définies à partir de là :
  1. Celles où les diarrhées sont prédominantes (SII-D : syndrome de l'intestin irritable de type diarrhéique),
  2. Celles où la constipation est prédominante (SII-C : syndrome de l'intestin irritable à constipation prédominante),
  3. Celles avec diarrhées et constipation (SII-M : syndrome de l'intestin irritable de type mixte).

Habituellement, le rythme des selles est le critère le plus fréquemment utilisé. La grande variabilité de ces paramètres entre les hommes et les femmes et en fonction de l’âge des patients rend très compliquée l’identification de ce syndrome. C’est la raison pour laquelle la présence de ballonnement et/ou des crampes intestinales fréquentes sont un des critères de plus en plus régulièrement utilisés. En effet, ce symptôme est retrouvé chez près de 90 % des personnes souffrant du syndrome de l'intestin irritable.
De nombreux autres symptômes peuvent accompagner les signes digestifs : maux de tête, fatigue, irritabilité, symptômes urinaires ou règles difficiles, dépression…
L'examen clinique est sensiblement normal mais se doit de rechercher une cause autre aux douleurs décrites.
Il n'existait pas de signe biologique spécifique mais certains marqueurs sont en cours d'étude. Ainsi, une valeur basse de calprotectine dans les selles est un argument en faveur du syndrome.

## Aspects historiques
C'est une maladie qui pourrait s'être développée avec la sédentarisation et les modes de vie modernes.
Sa prévalence était néanmoins autrefois mal mesurée. Les épidémiologistes cherchent à préciser les contours de ce syndrome afin de mieux le comprendre, aux États-Unis notamment.

## Causes
Les causes précises du syndrome de l'intestin irritable sont inconnues. Toutefois, il s'agit d'une pathologie de nature organique, bien qu'on ait longtemps cru à une somatisation. Ce n'est que par l'amélioration des technologies modernes que des études significatives ont mis en évidence l'origine organique de la maladie.
- La recherche scientifique s'oriente actuellement vers un déséquilibre du microbiote intestinal ou dysbiose[10], responsable d'une perturbation de la symbiose entre les cellules épithéliales de l'intestin et son microbiote commensal. En mai 2014, une étude de l'INRA[11] conclut sur le rôle de premier ordre joué par le microbiote intestinal dans la pathogénie du syndrome de l'intestin irritable.

En particulier, une meta-analyse a montré que le syndrome est associé à une concentration plus faible des bactéries Lactobacillus, Bifidobacterium et Faecalibacterium prausnitzii,. La teneur dans le microbiote de cette dernière bactérie est par ailleurs influencée par de nombreux facteurs, dont en particulier l'alimentation.
- L'association entre carence en vitamine D et incidence du syndrome de l'intestin irritable a été observée par Williams CE et al.[15], avec une amélioration notable chez les patients qui reçoivent une supplémentation pour ramener leur taux sanguin dans une fourchette acceptable.

- Les perturbateurs endocriniens (dont le bisphénol A[16]) et les nanoparticules[17] présents dans l'alimentation constituent aussi une des pistes d'investigation[16],[17].

- Le stress, en particulier dans l'enfance, pourrait jouer un rôle[18]. D'autres pistes mettent en avant l'hypothèse selon laquelle l'accumulation de traumatismes psychologiques et émotionnels pourrait s'avérer susceptible de jouer un rôle déclencheur dans la genèse de l'affection[19],[20].

- Une participation génétique est suspectée[21] et certaines mutations sont retrouvées plus fréquemment, comme sur le SCN5A[22].

## Mécanismes
Le syndrome de l'intestin irritable comporte deux composantes de nature nerveuse. L'une est motrice et concerne des troubles du péristaltisme. La seconde implique une hypersensibilité du système nerveux entérique. Le rôle et l'influence de la flore intestinale restent à préciser.
- La présence anormale de trypsine-3, une protéase destinée à la digestion, a été mise en évidence dans les côlons atteints par le SII. Cette activité est d'autant plus suspecte que le côlon n'est normalement pas le siège de la digestion, achevée en amont dans l'intestin grêle. Cette enzyme produite par les cellules de la muqueuse intestinale augmente sa perméabilité et joue le rôle de neurotransmetteur. Ce qui expliquerait l'hypersensibilité ressentie dans cette pathologie. La cause primitive de ce dérèglement reste inconnue[23].
- Troubles de la motricité digestive : on retrouve deux profils à ces troubles, l'un constipateur et l'autre diarrhéique. Les anomalies diarrhéiques sont les mieux identifiées ; à savoir qu'elles concernent les phases interdigestives, grêliques et postprandiales. On note une hyperactivité grélique et des phases interdigestives qui sont plus nombreuses et plus expansives, allant deux fois plus souvent jusqu'à l'iléon[24].
- Hyposensibilité des voies nerveuses : de façon contre-intuitive, une étude[25] rapporte une désensibilisation des nerfs de la paroi intestinale. In vitro, ces neurones réagissent très peu au contact d'un cocktail de substances inflammatoires (histamine, sérotonine, peptidase et TNF-alpha) ou à l'électrostimulation. Il s'agirait d'un mécanisme de compensation à la suite d'une exposition continue à l'irritation de la muqueuse intestinale.

- Rôle du microbiote[24] : la composition bactérienne intestinale des personnes atteintes du syndrome de l'intestin irritable est différente de celle des sujets sains avec un écart quantitatif et qualitatif qui se manifeste par une pullulation bactérienne excessive se répandant au-delà du côlon (dans l’iléon, voire le jéjunum), et par une rupture de l'équilibre bactérien. La prolifération qui engendre des phénomènes de putréfaction et de fermentation serait responsable d'inflammations et de troubles moteurs gréliques. L'excès de Bacillota (Faecalibacterium, Acetititomaculum…) est le plus souvent rapporté. Dans le syndrome à constipation, l'augmentation du rapport Bacillota/Bacteroidota domine, en association avec un état dépressif. Pour les syndromes diarrhéiques, ce sont les bactéroïdes et les clostridia qui sont en excès, en plus d'une réduction des bifidobactéries. Une étude montre la prévalence d'une Archaea : Methanosphaera stadtmaniae[26].

## Épidémiologie
Cette maladie concerne près de 10 % de la population mondiale, le plus souvent des femmes entre 20 et 40 ans (deux fois plus atteintes que les hommes), se répartissant de manière à peu près égale entre les formes à constipation prédominante et celle à diarrhée prédominante (le passage entre ces formes est fréquent).
Les symptômes peuvent apparaître dès l'enfance.
Dans 10 % des cas, le syndrome apparaît à la suite d'une gastro-entérite.
En France, le syndrome de l'intestin irritable touche environ 5 % de la population.
Elle a un coût économique important, à cause des multiples consultations nécessaires et, parfois, à cause des erreurs de diagnostic conduisant à un traitement inapproprié. Le coût annuel moyen est estimé proche de 900 euros par malade en France.

## Traitement
Il n'existe aucun traitement curatif. La diversité des traitements proposés témoigne indirectement d'une efficacité inconstante et ce qui est efficace chez un patient donné peut être complètement inefficace chez un autre.
La prise en charge des troubles fonctionnels intestinaux a fait l'objet de la publication de plusieurs recommandations. Celles de l'American College of Gastroenterology datent de 2014.
En France, selon l'Association des patients souffrant du syndrome de l'Intestin Irritable (APSII), « au cours des études réalisées dans le syndrome de l'intestin irritable, il existe un effet placebo important, c'est-à-dire une amélioration des symptômes avec le traitement placebo chez 30 à 40 % des patients. Aujourd'hui, pour valider un nouveau traitement dans le syndrome de l'intestin irritable, les autorités de santé considèrent que l'efficacité du nouveau médicament doit être supérieure d'au moins 15 % par rapport à celle du placebo ».

### Régimes
Le jeûne peut améliorer les symptômes, le mécanisme allégué de cette efficacité étant une perméabilité intestinale accrue qui favoriserait des réactions d'intolérance face à des antigènes alimentaires.
Un régime riche en fibres améliore les symptômes, même s'il peut cependant exister une exacerbation des douleurs au début du traitement. L'intérêt du son (enveloppe du grain de blé) reste cependant discuté. D'autres fibres plus solubles, comme l'espaghul, extrait du plantain des Indes, pourraient avoir une efficacité meilleure.
Pour certaines sources, les régimes d'évitement du lactose et du gluten n'auraient pas fait la preuve de leur efficacité. Pour d'autres, le régime sans gluten provoquerait une amélioration pour 77 % des patients,,.
Les régimes pauvres en oligosaccharides et en polyols pourraient améliorer les symptômes mais les études le montrant ne sont pas reconnues par tous. Un régime pauvre en FODMAP pourrait selon certains avoir des effets indirects sur le syndrome de l'intestin irritable en diminuant la quantité de bactéries intestinales et en augmentant la présence du clade de Clostridium produisant du butanoate  XIVa,. Pour d'autres, il aurait un effet bénéfique chez 86 % des patients.
Une régime pauvre en Solanine est aussi envisageable dans la mesure où la molécule non dégradée provoque une accumulation d'acétylcholine au niveau des jonctions nerveuses[source insuffisante].

### Traitements non médicamenteux
La prise de probiotiques peut prévenir les éventuelles crises,.
L'activité physique peut améliorer les symptômes. Plusieurs approches complémentaires peuvent contribuer à apaiser les symptômes du syndrome de l’intestin irritable. Par exemple, l’adoption d’une alimentation riche en fibres solubles, une hydratation adéquate, la pratique d’exercices de respiration et une activité physique douce comme le yoga ou la marche peuvent améliorer significativement le confort digestif au quotidien. Ces stratégies, détaillées dans certaines publications grand public, visent à renforcer l’hygiène de vie des patients.
La relation médecin-patient reste un élément important du soin et la seule consultation peut avoir une réelle efficacité.
L'administration de faibles doses de charbon actif peut soulager des ballonnements, de la dyspepsie, des flatulences, etc.
Un suivi psychologique peut améliorer significativement les symptômes souvent amplifiés par le stress psychologique.
Selon une étude récente publiée par la revue Clinical Gastroenterology and Hepatology, une atténuation des symptômes est observée six mois à un an après une psychothérapie.
Une rééducation périnéale de type biofeedback permet également d'améliorer les symptômes de certains patients.
La phytothérapie est très souvent utilisée, cependant peu d'études en confirment l'efficacité. Parmi celles-ci, la menthe poivrée,, l'herboristerie chinoise ou tibétaine semblent avoir un effet bénéfique spasmolytique notable.

### Traitements médicamenteux
Sur le plan pharmacologique, le médecin pourra prescrire des prokinétiques, des antispasmodiques (par exemple, Spasmomen ou Duspatalin Retard), des spasmolytiques, des carminatifs, un inhibiteur de la pompe à protons (antiacide), un antidiarrhéique ou un médicament laxatif contre la constipation, ou un antidépresseur à faible dose selon les symptômes les plus incommodants.
Dans les formes diarrhéiques, l'alosétron, un inhibiteur des récepteurs 5-hydroxytryptamine3, semble avoir une certaine efficacité malgré une toxicité démontrée. Le tégasérod, autre médicament de la même classe, a prouvé une efficacité modérée en cas de constipation mais son utilisation a été restreinte du fait de l'augmentation d'accidents cardiaques.
Différents antibiotiques ont été essayés, supposés améliorer les symptômes en modifiant la flore intestinale. Ainsi, la rifaximine entraîne un gain modéré mais les résultats manquent de recul.
L'amitriptyline, à petites doses, a une efficacité sur les symptômes  et peut être proposée en traitement en seconde ligne.
L'extrait de germe de soja fermenté pris par voie orale permet d'atténuer les perturbations du stress psychologique sur le système intestinal. L'intérêt de cet alicament viendrait de sa haute teneur en bioactifs telle que les isoflavones (phytoœstrogènes). Il entraîne aussi une diminution de la densité des mastocytes dans la muqueuse intestinale.
La transplantation de microbiote fécal a été tentée avec des résultats encourageants sur des personnes atteintes de syndrome de l'intestin irritable avec prédominance de diarrhées et ballonnements.

## Pronostic
La gêne est souvent prolongée, pouvant atteindre plusieurs années, dépassant sept ans dans plus de la moitié des cas. Il n'y a pas, en règle générale, d'évolution vers d'autres maladies. Une résolution spontanée des symptômes est toutefois assez fréquente avec le temps. Il peut entraîner une baisse de la qualité de vie, mais aucune conséquence démontrée sur la durée de vie.
À long terme, le malade alternera des phases de résolution spontanée, ou d'amélioration objective, avec des phases de rechute, le plus souvent à la suite d'une gastro-entérite, d'une prise d'aliments et/ou médicaments irritant la paroi intestinale, ou aussi à la suite d'un événement de vie stressant ou d'un accident. Les phases aiguës et les phases de repos — relatif — pourront ainsi alterner sur de très longues périodes (plusieurs mois, voire plusieurs années, dans l'une des phases), touchant d'une manière certaine à la qualité de vie mais dans des proportions très variables.